# パノプロサウルス
パノプロサウルス（Panoplosaurus "完璧に装甲したトカゲ"の意味）はノドサウルス科（en）の恐竜の属である。最後期のノドサウルス科の属の一つであり、白亜紀後期に現在の北アメリカに生息していた；化石はカナダ、アルバータ州で発見された。
最初の化石は1917年にチャールズ・モートラム・スタンバーグ（en）によりリトル・サンドヒル・クリーク近くの第8発掘地で発見された。パノプロサウルスのタイプ種パノプロサウルス・ミルス（Panoplosaurus mirus）は1919年にローレンス・M・ラムによって命名された。属名はギリシャ語のpan、"完璧"とhoplon、"装甲"から派生していて、種小名はラテン語で"驚くべき"という意味である。
このホロタイプCMN 2759はダイナソーパーク累層（en）のカンパニアン中期7600万年前の地層から発見された。これは下顎を伴った完全な頭骨、頚椎、いくつかの背中の椎骨、いくつかの肋骨により構成されている。骨質の装甲燐もしくは皮骨（en）の一部も保存されている。後により大きな標本が二つ発見され、こちらも頭骨を含んでいた他、肩帯や前肢の情報も得られた：ROM 1215 and RTMP 83.25.2.
パノプロサウルスは体長5.5-7.5 m、2 m前後の尾を持ち、体重は約3.5ｔであった。アンキロサウルス科のように尾にこぶを持っていなかったが、おそらく背中から尾まで覆うプレートがちりばめられた横げたを持っており、他のノドサウルス類と比べても重装甲であった。楕円形で対の大きな装甲は首、肩、前肢を覆っていた。これらの楕円形の装甲はひっくり返えり、突出して曲がった稜線を外側の表面に持っていた。他のノドサウルス科のような特徴的な肩の棘は無かった。頭の上の装甲は堅牢に癒合し、ヘルメットのような盾になっていた；これらのプレートはごつごつした表面を持っていた。骨質の頬の鱗甲も存在した。
頭骨は短く後部が広い。ホロタイプ標本の頭部は特に丸い；他の2つの標本はより長く、平らで、おそらく年齢や性差を反映している。この動物は比較的狭い吻部を持ち、おそらく成長の低い食用植物の発根を促し、栄養価の高い食品を選ぶ食性だったことを示す。烏口骨が細く肩甲骨と癒合していないにもかかわらず、四肢は特に重厚で、大きな筋肉が付着しており、この動物が生活において驚くほど機動的であったことを示し、おそらく現代のサイのような防御的な突進ができただろう 。手にはおそらく3本の指があるだけだった。骨盤には4つの短い仙肋骨をもつ仙椎が付いていた。
パノプロサウルスは元々はアンキロサウルス科とされたが、今日では同じ地層由来で近縁なエドモントニアのようにノドサウルス科のメンバーであると考えられている。Walter Coombsは1971年にエドモントニアの種をパノプロサウルスに含まれる亜属として割り当てようとし、Panoplosaurus (Edmontonia) longiceps およびPanoplosaurus (Edmontonia) rugosidensにしようとさえしたが、永らく受け入れられていない。

## 参照
1. ↑  Lambe, L.M., 1919, "Description of a new genus and species (Panoplosaurus mirus) of an armoured dinosaur from the Belly River Beds of Alberta", Transactions of the Royal Society of Canada, series 3 13: 39-50
2. ↑  Arbour, V. M.; Burns, M. E.; and Sissons, R. L. (2009). “A redescription of the ankylosaurid dinosaur Dyoplosaurus acutosquameus Parks, 1924 (Ornithischia: Ankylosauria) and a revision of the genus”. Journal of Vertebrate Paleontology 29 (4):  1117–1135. doi:10.1671/039.029.0405.
3. ↑  Sternberg, C.M., 1921, "A supplementary study of Panoplosaurus mirus", Transactions of the Royal Society of Canada, Third Series 4: 93-102
4. ↑  Carpenter, K. 1990. "Ankylosaur systematics: example using Panoplosaurus and Edmontonia (Ankylosauria: Nodosauridae):, In: Carpenter, K. & Currie, P. J. (eds) Dinosaur Systematics: Approaches and Perspectives. Cambridge University Press, Cambridge, pp. 281-298
5. ↑  Palmer, D., ed (1999). The Marshall Illustrated Encyclopedia of Dinosaurs and Prehistoric Animals. London: Marshall Editions. p. 159. ISBN 1-84028-152-9